# Team Type 1/2010
Deze pagina geeft een overzicht van de Team Type 1 wielerploeg in 2010.

## Algemeen
Algemeen manager: Vasili Davidenko
Ploegleiders: Mike Carter, Phil Southerland
Fietsmerk: Orbea

## Renners
| Naam               | Geboortedatum | Nationaliteit    | Ploeg 2009                                      |
| ------------------ | ------------- | ---------------- | ----------------------------------------------- |
| Alex Bowden        | 29-12-1989    | Verenigde Staten | Neo                                             |
| Fabio Calabria     | 27-08-1987    | Australië        |                                                 |
| Michael Creed      | 08-01-1981    | Verenigde Staten |                                                 |
| William Dugan      | 15-01-1987    | Verenigde Staten |                                                 |
| Joe Eldridge       | 16-06-1982    | Verenigde Staten |                                                 |
| Davide Frattini    | 06-08-1978    | Italië           | Colavita-Sutter Home presented by Cooking Light |
| Ken Hanson         | 14-04-1982    | Verenigde Staten |                                                 |
| Aldo Ino Ilešič    | 01-09-1984    | Slovenië         |                                                 |
| Christopher Jones  | 06-08-1979    | Verenigde Staten |                                                 |
| Valeriy Kobzarenko | 05-02-1977    | Oekraïne         |                                                 |
| Javier Mejías      | 30-09-1983    | Spanje           | Fuji-Servetto                                   |
| Shawn Milne        | 09-11-1981    | Verenigde Staten |                                                 |
| Thomas Rabou       | 12-12-1983    | Nederland        | Rabobank Continental Team                       |
| Tom Soladay        | 20-08-1983    | Verenigde Staten | Mountain Khakis                                 |
| Scott Stewart      | 02-02-1987    | Verenigde Staten | Geen ploeg                                      |
| Martijn Verschoor  | 04-05-1985    | Nederland        | Geen ploeg                                      |

## Belangrijke overwinningen
| Ronde van Marokko 3e etappe: Aldo Ino Ilešič 7e etappe: Aldo Ino Ilešič 10e etappe: Aldo Ino Ilešič Ronde van Mexico 1e etappe: Aldo Ino Ilešič Ronde van Rio de Janeiro 4e etappe: Aldo Ino Ilešič 5e etappe: Aldo Ino Ilešič |

2008 · 2009 · 2010 · 2011 · 2012 · 2013 · 2014 · 2015 · 2016 · 2017 · 2018 · 2019· 2020· 2021 · 2022 · 2023 · 2024 · 2025